# Gyrinus finitimus
Gyrinus finitimus là một loài bọ cánh cứng trong họ van Gyrinidae. Loài này được Mouchamps miêu tả khoa học năm 1957.